# Finger Lakes

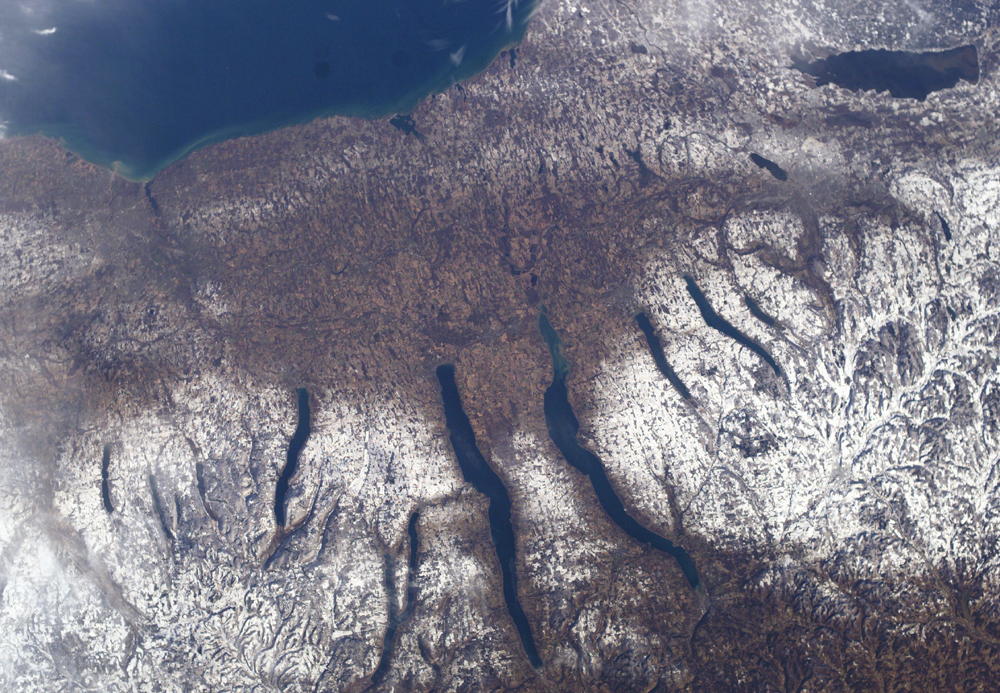
Satellitenbild der Finger Lakes

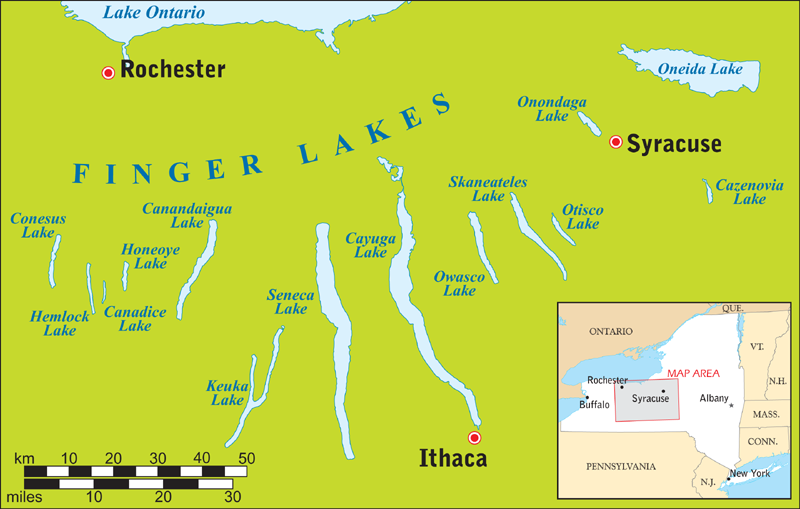
Lage der Finger Lakes

Die Finger Lakes (dt. „Fingerseen“) sind eine Seengruppe im Norden des amerikanischen Bundesstaats New York.
Ihren Namen erhielten sie nach der allen elf Seen eigenen länglichen Form und Nord-Süd-Ausrichtung. So hat etwa der Cayuga Lake, der größte der Seengruppe, eine Länge von rund 65 km, ist an seiner breitesten Stelle aber nur rund 5 km breit. Entstanden sind die Finger Lakes während der letzten Eiszeit, als sich an der Stelle der heutigen Seen riesige Gletscherzungen in den Untergrund eingruben.
Zu den Finger Lakes werden im engeren Sinne folgende elf Seen gezählt (von Osten nach Westen):
- Otisco Lake
- Skaneateles Lake
- Owasco Lake
- Cayuga Lake
- Seneca Lake
- Keuka Lake
- Canandaigua Lake
- Honeoye Lake
- Canadice Lake
- Hemlock Lake
- Conesus Lake

Der Oneida Lake nordöstlich von Syracuse wird gelegentlich als „Daumen“ zu den Finger Lakes gezählt. Der Onondaga Lake liegt nördlich der Finger Lakes, wird aber nicht zu ihnen gezählt. In der Region finden sich weiterhin zahlreiche kleinere Seen, darunter der Silver Lake, der Waneta Lake und der Lamoka Lake.
Ab dem Canandaigua Lake werden alle Seen über den Seneca River entwässert, der über den Oswego River in den Ontariosee fließt. Die westlichen vier Seen hingegen sind über den Genesee River mit dem Ontariosee verbunden.

## Weinbau
Seit 1839 wird in der Region Finger Lakes Wein angebaut. 2010 war das Gebiet, in dem sowohl Weiß- als auch Rotweine angebaut werden, das größte Weinbaugebiet im Staate New York und nach Kalifornien das zweitgrößte der USA. Zu den bekannten als American Viticultural Area (AVA) ausgewiesenen Weinbaugebieten gehören u. a. Seneca Lake AVA und Cayuga Lake AVA.